# Nasinu
Nasinu – miasto w Fidżi, w Dystrykcie Centralnym i prowincji Naitasiri, na wyspie Viti Levu. Według spisu powszechnego przeprowadzonego w roku 2007 Nasinu liczy 87 446 mieszkańców, w tym na obszarze miejskim zamieszkuje 76 064, a na obszarze podmiejskim 11 382 mieszkańców.
Największe pod względem liczby ludności miasto kraju. Należy do obszaru zurbanizowanego Suva.